# Роментино
Роментино (итал. Romentino) је насеље у Италији у округу Новара, региону Пијемонт.
Према процени из 2011. у насељу је живело 5234 становника. Насеље се налази на надморској висини од 148 м.

## Становништво
Према резултатима пописа становништва 2011. у општини је живело 5.379 становника.
| 1931. | 1936. | 1951. | 1961. | 1971. | 1981. | 1991. | 2001. | 2011. |
| ----- | ----- | ----- | ----- | ----- | ----- | ----- | ----- | ----- |
| 3.234 | 3.265 | 3.313 | 3.532 | 3.833 | 4.409 | 4.401 | 4.240 | 5.379 |

## Партнерски градови
- Алберобело
- Сен-Марсел
- Розето Капо Спулико (Козенца)